# Satwās
Satwās är en ort i Indien.   Den ligger i distriktet Dewas och delstaten Madhya Pradesh, i den centrala delen av landet, 700 km söder om huvudstaden New Delhi. Satwās ligger 306 meter över havet och antalet invånare är 12 115.
Terrängen runt Satwās är platt, och sluttar österut. Runt Satwās är det ganska tätbefolkat, med 120 invånare per kvadratkilometer. Närmaste större samhälle är Kannod, 15,8 km norr om Satwās. Trakten runt Satwās består till största delen av jordbruksmark.